# Gwangmyeongsageori (métro de Séoul)
Gwangmyeongsageori est une station sur la ligne 7 du métro de Séoul, à Gwangmyeong.